# Стражи Галактики (1969)
Стражи Галактики (англ. Guardians of the Galaxy) — команда супергероев из комиксов компании Marvel, действующих в альтернативном будущем. Является первой командой, носящей такое название, вторая команда дебютировала в 2008 году.

## История публикаций
Команда впервые появилась в выпуске № 18 издания Marvel Super-Heroes (январь 1969), написанном Арнольдом Дрейком и нарисованном Джином Коланом. Они появляются в различных изданиях Marvel, таких как Marvel Two-In-One № 4-5 (июль-сентябрь 1974), Giant Size Defenders № 5 и Defenders № 26-29 (июль-ноябрь 1975). В каждом из них другие герои, такие как Капитан Америка, Существо и Защитники, помогали им в войне против инопланетной расы Бадунов.
Следующее появление Стражей было в Marvel Presents № 3-12 (февраль 1976 — август 1977). За этим последовали появления в Thor Annual № 6 (1977), The Avengers № 167—177 (январь-ноябрь 1978) and № 181 (март 1979), Marvel Team-Up № 86 (октябрь 1979) и Marvel Two-in-One № 69 (ноябрь 1980).
В 1990 году Стражи получили свою собственную серию Guardians of the Galaxy, продлившуюся 62 выпуска. Серия была первоначально написана и нарисована Джимом Валентино. С выпуска № 29 (октябрь 1992) Майкл Галлангер становится автором текста и продолжает им оставаться до последнего выпуска № 62 (июль 1995). Так же был выпущен спин-офф Galactic Guardians (июль-октябрь 1994), состоящий из 4 выпусков.
Второй том Guardians of the Galaxy, написанный Дэном Абнеттом и Энди Ланнингом, был выпущен в мае 2008 года. Серия показывала новую команду, состоящую из участников истории Annihilation: Conquest. Команда 1969 года появлялась в выпусках № 12-17 и № 25.
Несмотря на то, что Marvel Super-Heroes № 18 начал продаваться в январе 1969 года, вышел комикс в октябре 1968 года. В 2023 году в честь 55-летия комикса издательство объявило, что выпустит вариантные обложки с разными составами Стражей Галактики. Арты на этих обложках также являются оммажами на обложки разных комиксов про Мстителей. Эти обложки нарисовали художники из команды Stormbreakers.

## История команды
Стражи действовали в XXXI веке в альтернативной временной линии вселенной Marvel, называемой Земля-691. Оригинальный состав команды включал Майора Вэнса Астро, астронавта с Земли из XX века, который провёл тысячелетие, путешествуя по системе Альфа Центавра в анабиозе. Он так же являлся альтернативной версией супергероя Вэнса Астровика, известного как Судья.
Другими оригинальными членами команды были Мартинекс Т’Нага, кристаллическая сущность с Плутона; капитан Чарли-27, солдат с Юпитера и Йонду Удонта, синекожий благородный дикарь с планеты Центаури-IV (четвёртой планеты, вращающейся вокруг система Альфа Центавра B). Каждый по-видимому, был последним представителем своей расы, и они были вынуждены объединиться в одну команду против действий Бадунов, инопланетной расы, пытающейся завоевать Солнечную систему.
В ходе войны против инопланетных захватчиков команда принимает в свой состав новых членов — Звёздного ястреба и Никки, созданных писателем Стивом Гербером и художником Сэлом Бусема, и путешествует в прошлое, где сталкивается c различными героями Земли XX века, такими как Капитан Америка и Существо.
Стражи в конечном счёте побеждают Бадунов, но вскоре находят нового врага в лице Корвака, который оказался творением Бадунов. После объединения с Тором для победы над Корваком в XXXI веке Стражи преследуют Корвака в XX веке, где вместе с Мстителями сражаются с ним в финальной битве.
Стражи возвращаются в своё время и участвуют в нескольких приключениях с пополнениями в команде, такими как сестра Звёздного ястреба Алета, бывший герольд Галактуса Огненный Лорд, представитель Нелюдей Талон, представительница Скруллов Реплика и Рита ДеМара, вторая версия Жёлтого жакета.
Ожидая расширения команды Мартинекс покидает её в поисках новых членов для второй команды, названной Галактические Стражи, куда вошли такие персонажи, как Голливуд, Мейнфрейм и Дух мщения, являющиеся альтернативными версиями Чудо-человека, Вижена и Призрачного гонщика соответственно.

## Состав команды
| Персонаж        | Настоящее имя    | Вступление в команду                     | Примечание                                                                                     |
| --------------- | ---------------- | ---------------------------------------- | ---------------------------------------------------------------------------------------------- |
| Майор Победа    | Вэнс Астро       | Marvel Super-Heroes #18 (январь1969)     |                                                                                                |
| Чарли-27        | Чарли-27         | Marvel Super-Heroes #18 (январь1969)     | Юпитерианец                                                                                    |
| Мартинекс       | Мартинекс T’Нага | Marvel Super-Heroes #18 (январь1969)     | Плутонианец                                                                                    |
| Йонду           | Йонду Удонта     | Marvel Super-Heroes #18 (январь1969)     | Центаурианец                                                                                   |
| Звёздный ястреб | Стакар Огорд     | Defenders #29 (ноябрь 1975)              | Арктурианец                                                                                    |
| Никки           | Николетта Голд   | Marvel Presents #4 (апрель 1976)         | Меркурианка                                                                                    |
| Алета Огорд     | Алета Огорд      | Guardians of the Galaxy Annual #1 (1991) | Арктурианка; неофициальный член с Defenders #29 (ноябрь 1975) как помощница Звёздного ястреба. |
| Огненный Лорд   | Пиреус Крил      | Guardians of the Galaxy #4 (Sept. 1990)  | Бывший Герольд Галактуса                                                                       |
| Реплика         |                  | Guardians of the Galaxy #14 (Jul. 1991)  | Скрулл                                                                                         |
| Талон           |                  | Guardians of the Galaxy #20 (Jan. 1992)  | Нелюдь                                                                                         |
| Жёлтый жакет    | Рита ДеМара      | Guardians of the Galaxy #34 (март 1993)  | Человек из 20 века                                                                             |

### Галактические Стражи
| Персонаж      | Настоящее имя      | Вступление в команду                | Примечание                  |
| ------------- | ------------------ | ----------------------------------- | --------------------------- |
| Мартинекс     | Мартинекс Т'Нага   | Guardian of Galaxy Annual #2 (1992) | Лидер Галактических Стражей |
| Огненный Лорд | Пиреус Крил        | Guardian of Galaxy Annual #2 (1992) |                             |
| Голливуд      | Саймон Уильямс     | Guardian of Galaxy Annual #2 (1992) |                             |
| Мейнфрейм     |                    | Guardian of Galaxy Annual #2 (1992) |                             |
| Феникс        | Гирауд             | Guardian of Galaxy Annual #2 (1992) |                             |
| Реплика       |                    | Guardian of Galaxy Annual #2 (1992) |                             |
| Дух мщения    | Вилейдус Автоликус | Guardian of Galaxy Annual #2 (1992) |                             |

## Появление вне комиксов
- Член Стражей Галактики 1969 года Йонду, сыгранный Майклом Рукером, появился в фильме «Стражи Галактики», посвящённом команде 2008 года.
- Майкл Рукер повторил роль Йонду в фильме «Стражи Галактики. Часть 2», где появились другие члены команды 1969 года: Стакар Огорд (Сильвестр Сталлоне), Мартинекс (Майкл Розенбаум), Чарли-27 (Винг Рэймс), Алета Огорд (Мишель Йео) и Мейнфрейм, озвученная Майли Сайрус
- Сильвестр Сталлоне и Майкл Розенбаум вернулись к ролям Стакара Огорда и Мартинекса в фильме «Стражи Галактики. Часть 3», где Тара Стронг озвучила Мейнфрейм.